# Mouvement d'unification Ewe

Drapeau du peuple Ewe.

Le mouvement d'unification Ewe était une série d'efforts ethno-nationalistes ouest-africains visant à l'unification des peuples Ewe répartis dans ce qui est aujourd'hui le Ghana et le Togo actuels. Il a émergé en tant qu'objectif politique direct vers 1945 sous le mandat colonial du Togo français, mais l'idéal d'unifier le groupe a été un sentiment identifiable présent parmi les dirigeants de l'ethnie et la population en général depuis leurs partitions coloniales initiales par les Empires britannique et allemand entre 1874 et 1884.
Bien qu'il y ait eu de nombreuses tentatives d'unification, aucune n'a finalement été couronnée de succès en raison à la fois de la plate-forme elle-même qui est souvent une préoccupation secondaire pour les dirigeants politiques, ou des conflits inter/intrastats qui les éclipsent.

## Contexte
Une conception vague de l'identité Ewe a existé à travers un mythe d'origine partagé autour de la ville togolaise de Notsé et d'un exode ultérieur de celle-ci en raison de la tyrannie de son roi Agokoli, mais les preuves historiques de la réalité de cette tradition spécifique font défaut. La version la plus acceptée de leur histoire suit la migration vers l'ouest du groupe dans les années 1600 à partir de la ville de Ketu autour de la frontière Bénin-Nigeria après que les pressions des Yoruba voisins aient commencé à augmenter,,. Après s'être installés dans leurs territoires actuels autour de la région de la Volta, les Ewe ont été fragmentés en une ménagerie de chefferies et de villages appelés dukowo, bien qu'ils se soient parfois regroupés en alliances militaires contre des menaces extérieures telles que les Akwamu en 1833, ou les Ashanti en 1868. Bien qu'aucun caractère Ewe totalement unifié ne se soit consolidé à ce moment-là, car les conflits entre différents dukowo étaient courants - comme ceux entre les Anlo et les Gen dans les années 1680 - les nationalistes Ewe ont fini par tirer parti des traditions partagées et des moments de coopération susmentionnés pendant la période coloniale.

### Premier colonialisme

Drapeau de la Côte-de-l'Or.

Avant la colonisation, l'interaction des Ewe avec les Européens se limitait principalement au commerce le long des côtes de l'or et de l'esclave et à l'embouchure de la rivière Volta. Cependant, cela a changé lorsque l'Empire britannique a commencé à s'affirmer dans la région pour établir ses propres revendications coloniales ouest-africaines de 1850 à 1874. Conformément à cette nouvelle ruée coloniale, l'Empire allemand a également établi ses propres possessions le long de la côte en 1884, divisant ainsi les Ewe entre deux puissances coloniales.
C'est avec cette division que l'identité Ewe a commencé à devenir politiquement saillante, car de nombreux membres de leur direction ont protesté contre la restriction conséquente des mouvements à travers ce qu'ils avaient commencé à considérer comme un territoire Ewe unifié,.

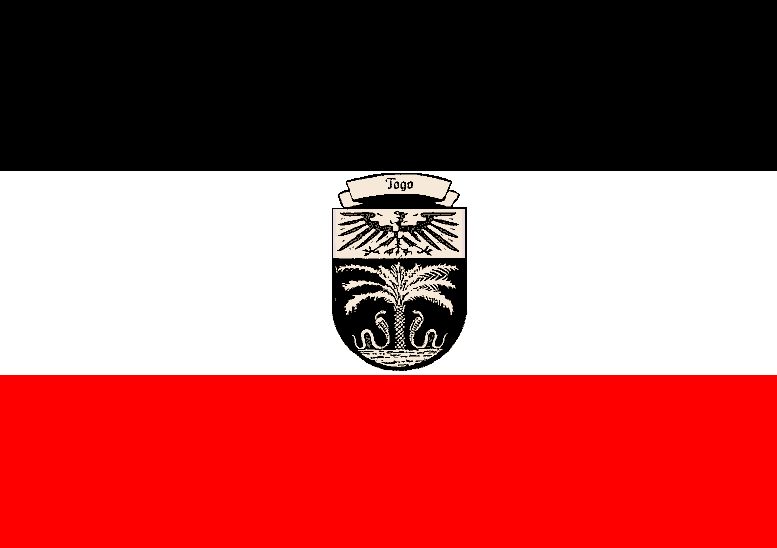
Drapeau du Togoland allemand.

Sous le régime colonial allemand, l'éthique commune était celle du divide et impera, qui visait à exacerber les identités culturelles des différents sujets coloniaux les uns contre les autres afin d'empêcher la formation d'unités politiques plus larges contre l'hégémonie impériale. Cela s'est manifesté au Togoland allemand par l'opposition des peuples Ewe à d'autres groupes prétendument plus barbares, comme les Ashanti, par des prêtres protestants allemands de la Norddeutsche Missionsgesellschaft. Ces prêtres ont traduit la Bible protestante dans une langue éwé standardisée et l'ont utilisée, ainsi que les études linguistiques qui en ont résulté, pour consolider une identité éwé partagée autour d'une langue commune, afin d'unifier davantage leurs politiques disparates.

### Première Guerre mondiale et second colonialisme
Pendant la Première Guerre mondiale, les Ewe de la colonie britannique de la Côte-de-l'Or ont soutenu activement leurs suzerains de l'Entente cordiale, tandis que ceux du Togoland ont surtout refusé leur loyauté à leur propre colonisateur, dans l'espoir que la défaite des Allemands unifierait les peuples Ewe sous un seul gouvernement,.
À la fin de la guerre, les Britanniques et les Français se sont partagé le Togoland. Cette division tripartite entre la colonie de la Côte-de-l'Or et le Togoland britannique et français a laissé de nombreux dirigeants Ewe insatisfaits, mais l'expression de leurs préoccupations, qui a été portée par le Congrès de l'Afrique occidentale britannique à l'attention des administrateurs britanniques en 1920, n'a finalement rien donné.

## Mouvements d'unification

### Au Togo

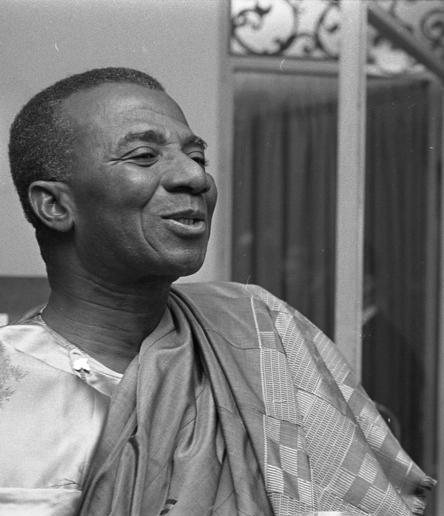
Sylvanus Olympio, premier président du Togo.

Aux alentours de 1945, divers membres de l'équipe dirigeante éwé et plus largement togolaise ont commencé à construire des organisations politiques qui cherchaient à décoloniser le Togo français. Il s'agit du Comité de l'unité togolaise, dirigé par Sylvanus Olympio, et du Mouvement la Jeunesse Togolaise. Ces deux organisations avaient des programmes politiques prévoyant la réunification des Togoland occidentaux britanniques et des Togoland orientaux français, ce qui, pour les Ewe, impliquait une réunification de leurs populations orientales,,.
Après que le Comité de l'Unité Togolaise ait commencé à gagner du pouvoir à l'Assemblée représentative du territoire en 1946, les administrateurs français, à partir de 1950, ont tenté de renverser les gains du mouvement en arrêtant ou en restreignant ses dirigeants, en limitant son statut politique légal, et en semant des rivalités avec d'autres partis politiques togolais. Cependant, malgré ces efforts, l'administration française a commencé à perdre la faveur de la population togolaise, et, couplé avec les pressions croissantes des colonies britanniques voisines et de plus en plus autonomes, a commencé un processus d'octroi d'autonomie, qui a finalement mis fin à leur tutelle sur le territoire en 1956, donnant au Togo l'indépendance, et plaçant Sylvanus Olympio au pouvoir comme premier président du Togo.
L'éventuel usurpateur de Sylvanus Olympio, Gnassingbé Eyadema, n'a pas mis l'accent sur les revendications de son prédécesseur pour le grand Togoland au cours de la période initiale de son leadership. Cependant, après que les pressions internes du séparatisme Ewe au Ghana aient refait surface, le régime de Gnassingbé Eyadéma a réaffirmé les revendications et a publiquement loué les objectifs des Ewe. Cependant, cette réorientation vers l'irrédentisme n'était apparemment que rhétorique, car le gouvernement de Gnassingbé Eyadéma était en pratique coopératif avec les efforts du Ghana pour supprimer les séparatistes en raison de la forte dépendance du Togo aux capacités hydroélectriques ghanéennes.

### Au Ghana

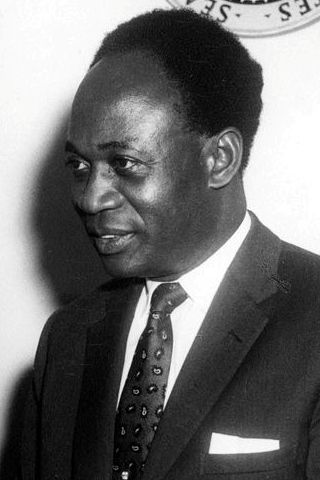
Kwame Nkrumah, premier président du Ghana.

Comme au Togo, des organisations politiques telles que la Conférence All Ewe ont poursuivi la plateforme d'unification des Ewe dans les colonies britanniques,. De même, les Britanniques étaient antagonistes à l'idée de leur accorder une quelconque autonomie spéciale.
En 1956, les Britanniques ont organisé un référendum au Togoland britannique, qui a abouti à l'unification de ce dernier à la colonie de la Côte-de-l'Or. Cela a suscité l'opposition de nombreux Ewe sous la nouvelle administration, car si la plupart d'entre eux ont soutenu les résultats, certains ont préféré être réincorporés dans un Togoland uni - cette partie ayant été le principal soutien derrière un autre parti d'unification appelé le Togoland Congress,.
Après l'indépendance du Ghana, le premier président du pays, Kwame Nkrumah, a soutenu l'unification des Ewe par procuration, parce qu'il avait besoin de leurs faveurs pour atteindre son objectif d'une unification avec le Togo dirigée par le Ghana, ce qui placerait par conséquent les Ewe sous l'administration d'un seul pays - même s'il était finalement toujours opposé à un État Ewe totalement indépendant.Cette situation a créé des tensions avec Sylvanus Olympio, car les deux dirigeants avaient des revendications sur les territoires de l'autre, ce qui a entraîné une frontière plus restrictive entre les deux pays nouvellement indépendants. Cette tension s'est brièvement apaisée avec l'arrivée au pouvoir de Gnassingbé Eyadema au Togo, car son régime était plus coopératif avec le Ghana - du moins jusqu'aux années 1970, lorsqu'il a commencé à faire campagne pour le séparatisme Ewe et à suggérer des réajustements de frontière.

#### Tolimo

Drapeau proposé pour le Togoland de l'Ouest.

En 1976, un mouvement dirigé par les Ewe s'est formé dans les anciennes provinces du Togoland britannique au Ghana pour demander la sécession et la réunification avec le Togo. Il s'agit du Mouvement de libération nationale du Togoland de l'Ouest, ou Mouvement Tolimo, issu du Congrès du Togoland. Alors que ses sentiments sécessionnistes se sont développés à l'origine en raison du plébiscite de 1956, cette itération a été stimulée par une prétendue répression des Ewe par Kwame Nkrumah en raison de la frontière plus restrictive avec le Togo, ainsi que des conditions généralement plus pauvres qui étaient courantes parmi les populations Ewe ghanéennes à l'époque. Il a reçu le soutien de Gnassingbé Eyadéma au Togo, bien qu'il ne s'agisse que d'un soutien public exprimé, et finalement rien de substantiel.
À la suite d'une tentative de coup d'État en 1975, dans laquelle les Ewe ont été impliqués en tant que principaux commanditaires présumés, le gouvernement ghanéen a pris des mesures de répression contre Tolimo avec un plan, l'opération Counterpoint, qui visait à restreindre les déplacements transfrontaliers des Ewe. L'organisation a finalement été officiellement interdite en 1976.
Ce mouvement séparatiste a été largement réprimé, surtout après que Jerry Rawlings a pris les rênes du pouvoir.
Bien que des groupes séparatistes existent toujours, la plupart de leurs efforts d'indépendance ont été efficacement freinés par le gouvernement ghanéen.